# Hubert Cuny
Pour les articles homonymes, voir Cuny.
Hubert Cuny, né le 16 mai 1932 à Longwy (Meurthe-et-Moselle) et mort le 2 juin 1988, est un éditeur et un généalogiste français.

## Biographie
Hubert Cuny commence sa carrière auprès de Philippe du Puy de Clinchamps à l'Intermédiaire des Chercheurs et Curieux.[réf. nécessaire]
Il mène ensuite une carrière d'éditeur aux Presses universitaires de France où il travaille notamment avec Robert Sabatier.[réf. nécessaire]
Il est inhumé à Bouafle (Yvelines).

## Œuvre
Hubert Cuny est l'auteur de plusieurs ouvrages de généalogie :
- Les Ducs Français - 1954, Les Cahiers nobles no 3[2] ;
- Les grands mariages des Habsbourg - 1955, coauteur avec le Docteur Michel Dugast Rouillé et le Baron Hervé Pinoteau[3] ;
- L'Encyclopédie généalogique des maisons souveraines du Monde, en collaboration avec Gaston Sirjean et Michel Dugast Rouillé - 15 fascicules dont : "les Bretagne" (1972)[4] ;
- Le sang de Louis XIV - 2 volumes 1961 & 1962, Éditions Le Trait d'union, Troyes, avec Domingos de Araujo Affonso, Simon Konarski, Alberto de Mestas et Hervé Pinoteau ;
- Le Gotha Français - État présent des familles ducales et princières (depuis 1940) - Éditions l'Intermédiaire des Chercheurs et Curieux (1989),  (ISBN 9782908003000) en collaboration avec Nicole Dreneau qu'elle acheva.

En tant que directeur de collection chez Berger-Levrault, Hubert Cuny réalise également :
- Réédition du Répertoire des généalogies françaises imprimées du colonel Étienne Arnaud (3 volumes - 1800 pages).

## Pour approfondir